# Ратсей
Ратсей (англ. Rothesay) — містечко в Канаді, у провінції Нью-Брансвік, у складі графства Кінгс.

## Населення
За даними перепису 2016 року, містечко нараховувало 11659 осіб, показавши скорочення на 2,0%, порівняно з 2011-м роком. Середня густина населення становила 335,8 осіб/км².
З офіційних мов обидвома одночасно володіли 2 355 жителів, тільки англійською — 9 270, тільки французькою — 5, а 30 — жодною з них. Усього 440 осіб вважали рідною мовою не одну з офіційних, з них 10 — українську.
Працездатне населення становило 64,9% усього населення, рівень безробіття — 6,7% (7% серед чоловіків та 6,3% серед жінок). 87,6% осіб були найманими працівниками, а 10,8% — самозайнятими.
Середній дохід на особу становив $57 740 (медіана $42 549), при цьому для чоловіків — $71 552, а для жінок $45 119 (медіани — $53 527 та $34 324 відповідно).
25,2% мешканців мали закінчену шкільну освіту, не мали закінченої шкільної освіти — 11,4%, 63,4% мали післяшкільну освіту, з яких 52,5% мали диплом бакалавра, або вищий, 75 осіб мали вчений ступінь.
| Статево-вікова структура населення | Статево-вікова структура населення | Статево-вікова структура населення | Статево-вікова структура населення | Статево-вікова структура населення |
| ---------------------------------- | ---------------------------------- | ---------------------------------- | ---------------------------------- | ---------------------------------- |
|                                    |                                    |                                    |                                    |                                    |
| Всього                             | Всього                             | 48,3%51,7%                         |                                    |                                    |
| 0 — 14 років                       | 0 — 14 років                       |                                    | 17,1%                              | 17,1%                              |
| 15 — 64 років                      | 15 — 64 років                      |                                    | 65,1%                              | 65,1%                              |
| 65 і більше                        | 65 і більше                        |                                    | 17,7%                              | 17,7%                              |
| 85 і більше                        | 85 і більше                        |                                    | 1,6%                               | 1,6%                               |
| Середній вік (років)               | Середній вік (років)               | 40,742,5                           | 41,7                               | 41,7                               |
| Медіана (років)                    | Медіана (років)                    | 42,844,7                           | 43,8                               | 43,8                               |
| — чоловіки — жінки                 |                                    |                                    |                                    |                                    |

| Походження мешканців:     | Походження мешканців:     | Походження мешканців: | Походження мешканців: | Походження мешканців: |
| ------------------------- | ------------------------- | --------------------- | --------------------- | --------------------- |
| Походження                |                           |                       | осіб                  | %                     |
| Корінні американці        | Корінні американці        |                       | 375                   | 3.24%                 |
| Інше північноамериканське | Інше північноамериканське |                       | 4 875                 | 42.06%                |
| Європейське               | Європейське               |                       | 8 890                 | 76.7%                 |
| британське                | британське                |                       | 7 755                 | 66.91%                |
| французьке                | французьке                |                       | 2 275                 | 19.63%                |
| українське                | українське                |                       | 115                   | 0.99%                 |
| Латинськоамериканське     | Латинськоамериканське     |                       | 15                    | 0.13%                 |
| Карибське                 | Карибське                 |                       | 55                    | 0.47%                 |
| Африканське               | Африканське               |                       | 100                   | 0.86%                 |
| Азійське                  | Азійське                  |                       | 505                   | 4.36%                 |
| Океанійське               | Океанійське               |                       | 40                    | 0.35%                 |

| Зайнятість населення за галузями (за класифікацією NOC): | Зайнятість населення за галузями (за класифікацією NOC): | Зайнятість населення за галузями (за класифікацією NOC): | Зайнятість населення за галузями (за класифікацією NOC): | Зайнятість населення за галузями (за класифікацією NOC): |
| -------------------------------------------------------- | -------------------------------------------------------- | -------------------------------------------------------- | -------------------------------------------------------- | -------------------------------------------------------- |
|                                                          |                                                          |                                                          |                                                          |                                                          |
| Управління                                               | Управління                                               |                                                          | 13,1%                                                    | 13,1%                                                    |
| Бізнес, фінанси та адміністрування                       | Бізнес, фінанси та адміністрування                       |                                                          | 15,9%                                                    | 15,9%                                                    |
| Природничі та прикладні науки                            | Природничі та прикладні науки                            |                                                          | 7,5%                                                     | 7,5%                                                     |
| Охорона здоров'я                                         | Охорона здоров'я                                         |                                                          | 11,6%                                                    | 11,6%                                                    |
| Освіта, правозахист, муніципальні та урядові служби      | Освіта, правозахист, муніципальні та урядові служби      |                                                          | 14%                                                      | 14%                                                      |
| Мистецтво, культура, відпочинок та спорт                 | Мистецтво, культура, відпочинок та спорт                 |                                                          | 2,1%                                                     | 2,1%                                                     |
| Роздрібна торгівля та послуги                            | Роздрібна торгівля та послуги                            |                                                          | 21,5%                                                    | 21,5%                                                    |
| Гуртова торгівля, транспорт та обладнання                | Гуртова торгівля, транспорт та обладнання                |                                                          | 9,7%                                                     | 9,7%                                                     |
| Природні ресурси, сільське господарство                  | Природні ресурси, сільське господарство                  |                                                          | 1,8%                                                     | 1,8%                                                     |
| Виробництво                                              | Виробництво                                              |                                                          | 2,9%                                                     | 2,9%                                                     |

## Клімат
Середня річна температура становить 6°C, середня максимальна – 22,6°C, а середня мінімальна – -13°C. Середня річна кількість опадів – 1 244 мм.
| Клімат поселення                              | Клімат поселення | Клімат поселення | Клімат поселення | Клімат поселення | Клімат поселення | Клімат поселення | Клімат поселення | Клімат поселення | Клімат поселення | Клімат поселення | Клімат поселення | Клімат поселення | Клімат поселення |
| Показник                                      | Січ.             | Лют.             | Бер.             | Квіт.            | Трав.            | Черв.            | Лип.             | Серп.            | Вер.             | Жовт.            | Лист.            | Груд.            |                  |
| Середній максимум, °C                         | −2,51            | −1,44            | 3,47             | 9,47             | 15,36            | 20,42            | 22,56            | 22,48            | 17,84            | 12,27            | 6,83             | 0,08             |                  |
| Середня температура, °C                       | −7,79            | −6,7             | −1,81            | 4,21             | 10,10            | 15,18            | 18,64            | 18,58            | 13,96            | 8,37             | 2,94             | −3,83            |                  |
| Середній мінімум, °C                          | −13,04           | −11,97           | −7,06            | −1,06            | 4,82             | 9,91             | 14,75            | 14,68            | 10,04            | 4,47             | −0,96            | −7,73            |                  |
| Норма опадів, мм                              | 128              | 84               | 112              | 97               | 103              | 91               | 89               | 67               | 107              | 118              | 121              | 127              |                  |
| Середньомісячна швидкість вітру, м/с          | 4.20             | 4.17             | 4.24             | 4.09             | 3.71             | 3.34             | 2.97             | 2.87             | 3.21             | 3.66             | 3.96             | 4.23             |                  |
| Середньомісячна сонячна радіація, кДж/м²·день | 5353             | 8612             | 12290            | 15301            | 18171            | 20170            | 19893            | 17817            | 13400            | 8619             | 5150             | 4194             |                  |
| --------------------------------------------- | ---------------- | ---------------- | ---------------- | ---------------- | ---------------- | ---------------- | ---------------- | ---------------- | ---------------- | ---------------- | ---------------- | ---------------- | ---------------- |
| Джерело:                                      |                  |                  |                  |                  |                  |                  |                  |                  |                  |                  |                  |                  |                  |